# Мальтійсько-хорватські відносини
Хорватсько-мальтійські відносини (мальт. Relazzjonijiet Kroati-Maltin, хорв. hrvatsko-malteški odnosi) — історичні та поточні двосторонні відносини між Хорватією та Мальтою. Відмінний стан взаємин між цими державами підтвердили президент Мальти Джордж Велла та президент Хорватії Зоран Міланович на зустрічі віч-на-віч у Валлетті 11 липня 2022 року. Обидві країни належать до середземноморського регіону.
Мальта представлена в Хорватії через своє почесне консульство в Загребі, а Хорватія має своє консульство у Валетті.

## Історія
Мальта і Хорватія встановили дипломатичні відносини 30 червня 1992 року.
На початку 1990-х років між Мальтою та Хорватією виникли значні торговельні відносини, які привели до підписання в 1998 році угоди про уникнення подвійного оподаткування.
6 березня 2006 року міністри закордонних справ Мальти і Хорватії Майкл Френдо та Колінда Грабар-Китарович в ході офіційних переговорів пообіцяли покращити і без того «відмінні» двосторонні відносини, зобов'язавшись посилити співпрацю між двома країнами на всіх рівнях. Френдо заявив, що Мальта була однією з країн, які наполягали на тому, щоб ЄС почав перемовини з Хорватією про вступ. Міністри закордонних справ двох держав також підписали протокол про співпрацю з метою подальшого політичного співробітництва, а також обміну дипломатами на короткострокові завдання у міністерствах одне одного.
У березні 2012 року одноголосним рішенням Палати представників Мальта третьою з держав-членів Європейського Союзу ратифікувала Договір про вступ Хорватії до ЄС.
27 жовтня 2021 року президент Мальти Джордж Велла на запрошення хорватського президента Зорана Мілановича відвідав із державним візитом Хорватію, провівши в Загребі переговори зі своїм хорватським колегою, а 11 липня 2022 року на Мальту з дводенним державним візитом прибув президент Хорватії Зоран Міланович, який обговорив двосторонні міждержавні відносини з мальтійським президентом Джорджем Веллою.
28 вересня 2023 року напередодні саміту MED9 прем'єр-міністр Мальти Роберт Абела та його хорватський колега Андрей Пленкович провели двосторонню зустріч в Оберж-де-Кастій, де обговорили питання зміцнення торговельних відносин між двома країнами, а під час дискусій заглибилися в низку критичних тем, включаючи економіку, енергетичну політику, актуальну проблему зміни клімату та поточний конфлікт в Україні. Обидва прем'єри висловили рішучий осуд вторгнення Росії, а Абела повторив свій заклик до мирних переговорів.